# Prognostikon
Prognostikon eller pl. prognostica, av grek. prognostiko's "som rör förutsägelser".  En skrift med förutsägelser om  månens faser, kometer, sol- och månförmörkelser och andra astronomiska händelser, men även om väder, krig, farsoter och liknande av mer astrologisk natur.
Prognostica utgavs redan under medeltiden, och kunde då förekomma som separata skrifter, men från 1600-talet oftast tillsammans med andra kalendariska uppgifter som en del i en almanacka. 
I äldre typografiskt språkbruk var prognostikon också benämningen på almanackans sista sida eller en "allmännyttig" artikel som ingick i den officiella almanackan utgiven av Kungliga Vetenskapsakademien.
Prognostikon användes likaledes om de väderleksförutsägelser som ända till 1833 återfanns i almanackorna, dock från 1700-talets börja med angivelse om att de återgav vädret 19 år tidigare. Man trodde nämligen att den metonska måncykeln på 19 år också innebar att samma väderlekstyp skulle återkomma med samma intervall.